# Stuhlmann-seregély
A Stuhlmann-seregély (Poeoptera stuhlmanni)  a madarak osztályának verébalakúak (Passeriformes) rendjébe és a seregélyfélék (Sturnidae) családjába tartozó faj.

## Rendszerezése
A fajt Anton Reichenow német ornitológus írta le 1893-ban, a Stilbopsar nembe Stilbopsar stuhlmanni néven.

## Előfordulása
Afrika középső részén, Burundi, Etiópia, Kenya, a Kongói Demokratikus Köztársaság, Ruanda, Dél-Szudán, Szudán, Tanzánia és Uganda területén honos. Természetes élőhelyei a szubtrópusi vagy trópusi hegyi esőerdők. Állandó, nem vonuló faj.

## Megjelenése
Testhossza 15 centiméter, testtömege 38–46 gramm.

## Életmódja
Gyümölcsökkel táplálkozik.

## Természetvédelmi helyzete
Az elterjedési területe nagy, egyedszáma ugyan csökkenő, de még nem éri el a kritikus szintet. A Természetvédelmi Világszövetség Vörös listáján nem fenyegetett fajként szerepel.